# Ферраццано
Феррацца́но (итал. Ferrazzano) —  коммуна в Италии, располагается в регионе Молизе, в провинции Кампобассо. Население коммуны составляет, на 01.01.2023 года, 3265 человек, плотность населения ─ 194,66 чел./км². Занимает площадь 16,77 км². Почтовый индекс — 86010. Телефонный код — 0874.
Покровителем коммуны почитается святой Антоний, празднование 13 июня.

## Демография
Динамика населения: